# Just Be Good to Green
„Just Be Good to Green” to utwór brytyjskiego rapera Professor Greena z gościnnym udziałem piosenkarki Lily Allen. Został wydany 25 czerwca 2010 w Australii przez wytwórnię Virgin Records jako drugi singiel z jego pierwszego albumu studyjnego zatytułowanego Alive Till I'm Dead. W Wielkiej Brytanii został wydany 11 lipca 2010 roku. Utwór jest coverem singla „Dub Be Good to Me” brytyjskiej grupy Beats International.

## Recenzje
Robert Copsey, recenzent Digital Spy przyznał singlowi trzy z pięciu możliwych do zdobycia gwiazdek, stwierdzając: „Rymy Greena nie są idealne do wpadnięcia w ucho, ale z pewnością wersy Lily Allen zrobiły wiele do tej melodii”.

## Teledysk
Reżyserią teledysku zajął się Henry Scholfield. Oficjalna premiera teledysku miała miejsce 21 maja 2010 roku na oficjalnym profilu Professor Greena w serwisie YouTube. Jak skomentował: „Lily jest zła. Patrzy w charakterystyczny sposób i robi to zawsze. Dziewczyny są wszędzie, które nie noszą zbyt dużo. Dziewczyny są tematem utworu. Podczas kręcenia teledysku panowała świetna zabawa.

## Lista utworów
iTunes EP
1. Just Be Good to Green (Clean Radio edit) - 3:14
2. Just Be Good to Green - 3:24
3. Just Be Good to Green (Camo & Krooked remix) 	5:17
4. Just Be Good to Green (Greenmoney's Colour Blind Remix) - 6:19
5. Just Be Good to Green (Instrumental) - 3:23
6. Just Be Good to Green (Video) - 3:25

CD single
1. Just Be Good To Green - 3:24
2. Just Be Good to Green (Camo & Krooked remix) - 5:17

## Notowania
| Lista (2010)                      | Najwyższa pozycja |
| --------------------------------- | ----------------- |
| Australia (Top 50 Singles)        | 49                |
| Europa (European Hot 100)         | 20                |
| Irlandia (Top 50 Singles)         | 17                |
| Holandia (Single Top 100)         | 95                |
| Nowa Zelandia (Top 40 Singles)    | 32                |
| Wielka Brytania (Singles Top 100) | 5                 |